# William T. Carroll
William T. Carroll, född 25 juni 1902, död 25 oktober 1992, var en amerikansk politiker och viceguvernör i Connecticut från 1949 till 1951.

## Tidigt liv
William T. Carroll föddes i Torrington, Litchfield County, Connecticut, 25 juni 1902 Han tog examen från Torrington High School och arbetade för Brooks Bank och Trust Company i Torrington i 25 år.

## Politisk karriär
Carroll var medlem av Demokraterna. Han var finansminister (State Treasurer) i Connecticut från 1945, men blev inte omvald hösten 1946, vilket gjorde att han slutade i januari 1947. Han kandiderade till viceguvernör tillsammans med guvernörskandidaten Chester Bowles 1948 och vann, och de tjänstgjorde från den 5 januari 1949. De ställde upp till omval i november 1950, men förlorade och mandatperioden avslutades den 3 januari 1951.
Carroll förlorade ett försök att väljas till USA:s senat 1952 och guvernör 1954. Han var borgmästare i Torrington från 1953 till 1957. Från 1962 hade han en fastighetsmäklarbyrå i Hartford.
Han avled söndagen den 25 oktober 1992 i Torrington, 90 år gammal.